# Tommy Taylor (football, 1932)
Pour les articles homonymes, voir Tommy Taylor et Taylor.
Tommy Taylor, né le 29 janvier 1932 à Barnsley (Angleterre) et mort le 6 février 1958 à Munich (Allemagne), est un footballeur anglais qui évoluait au poste d'attaquant à Manchester United et en équipe d'Angleterre.
Il est mort lors de la catastrophe aérienne de Munich.
Taylor a marqué seize buts lors de ses dix-neuf sélections avec l'équipe d'Angleterre entre 1953 et 1957.

## Carrière de joueur
- 1949-1953 : Barnsley
- 1953-1958 : Manchester United

## Palmarès

### En équipe nationale
- 19 sélections et 16 buts avec l'équipe d'Angleterre entre 1953 et 1957.

### Avec Manchester United
- Vainqueur du Championnat d'Angleterre de football en 1956 et 1957.
- Vainqueur du Charity Shield en 1956 et 1957.